# Noche de reyes

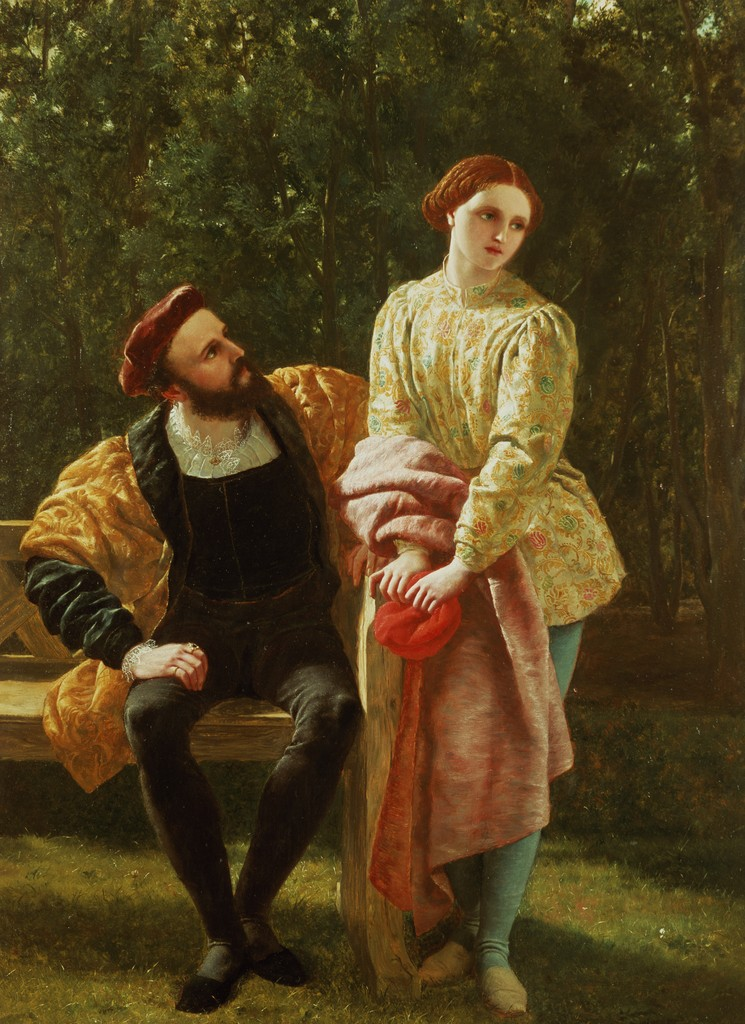
Orsino y Viola, por Frederick Richard Pickersgill.

Noche de reyes o La duodécima noche (inglés: Twelfth Night, or What You Will) es una comedia en cinco actos de William Shakespeare, escrita probablemente entre 1599 y finales de 1601. El título en inglés se refiere a la duodécima noche, contando a partir de Nochebuena, que es la Noche de Reyes o Epifanía. Fue escrita originalmente con el fin de ser parte de las celebraciones de Epifanía en la antigua Inglaterra. El nombre de su protagonista masculino, Orsino, probablemente fue sugerido por el príncipe Orsini, duque de Bracciano, un noble italiano que visitó Londres en el invierno de 1600 a 1601.

## Argumento
En la costa de Iliria naufraga un barco. Uno de los supervivientes era una mujer llamada Viola, quien cree perdido a su hermano mellizo Sebastián durante el naufragio. Con la ayuda del capitán se disfraza de hombre y cambia su nombre por el de Cesario para trabajar en el palacio de un conde llamado Orsino, quien está enamorado de lady Olivia. Esta no siente lo mismo por él y además recientemente habían muerto su padre y su hermano. 
El hermano de Viola es rescatado por Antonio, un capitán de la tripulación y enemigo de Orsino. Sebastián se hace amigo de él. 
Orsino envía de mensajero a Cesario para comunicar sus sentimientos a Olivia. Esta no acepta a Orsino y se enamora de Cesario. Cesario se enamora de Orsino. Se crea un triángulo amoroso.
Sir Toby, el tío de Olivia, trae un amigo a casa, sir Andrew, quien se enamora de Olivia. A Malvolio, un sirviente de Olivia, le hacen creer mediante una carta sir Toby, sir Andrew, María (otra sirvienta) y Feste (el bufón de Olivia), que ella se ha enamorado de él. Olivia se da cuenta del comportamiento raro de Malvolio y lo encierra en una habitación. 
Sir Toby convence a sir Andrew para batirse con Cesario en un duelo por Olivia. 
Sebastián y Antonio se hospedan en un hotel, Antonio le deja un poco de dinero a Sebastián para visitar la ciudad. En una visita de Cesario a la casa de Olivia se encuentra con sir Andrew y, antes de batirse, aparece Antonio por allí, le reconocen, este confunde a Cesario con Sebastián y lo detienen.
Finalmente Olivia se da cuenta de lo que le habían hecho a Malvolio. Olivia y Orsino descubren la verdadera identidad de Cesario por la aparición de su hermano, Orsino se casa con Viola y Olivia con Sebastián.

## Personajes

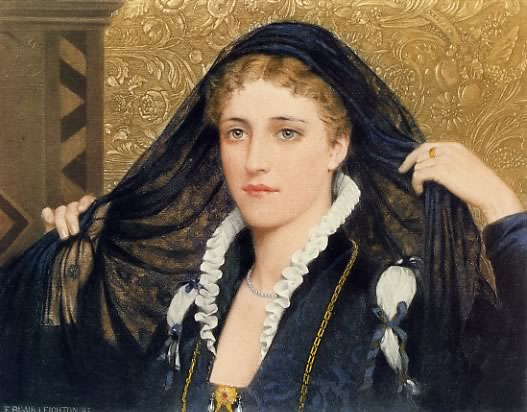
Olivia (1888) por Edmund Blair Leighton

- Orsino, Duque (o Conde) de Iliria

Orsino es un poderoso noble que gobierna Iliria (1.2). Al comienzo de la obra, ha estado suspirando por Lady Olivia.
- Sebastián, hermano mellizo de Viola

Cuando llega Sebastián a Iliria todo el mundo lo confunde con su hermana, quien ha vivido allí disfrazada de hombre.
- Antonio, capitán, amigo de Sebastián

Antonio rescata a Sebastián del naufragio, y se dedica mucho a él, y lo acompaña a Iliria, aunque allí sea un hombre perseguido.
- Capitán, un capitán de barco que ayuda a Viola

El capitán del barco hundido. Ayuda a Viola llevándola a la corte de Orsino.
- Valentín y Curio, caballeros que sirven a Orsino
- Sir Toby Belch, pariente de Olivia

Sir Toby está relacionado con Olivia, probablemente sea su tío ("qué plaga es mi sobrina..." (1.3)). Ella aguanta sus borracheras y su comportamiento pendenciero, pero realmente no se preocupa de él. Es "Señor del Desvarío, un pequeño Falstaff, bebedor, mujeriego y víctima de complejas burlas".
- Sir Andrew Aguecheek, compañero de Sir Toby

Un caballero tonto del campo que permanece con Toby esperando cortejar a Olivia, pero en realidad se está gastando el dinero en la incesante jarana promovida por Sir Toby.
- Malvolio, mayordomo de Olivia

Amargado, carece de sentido del humor, y puritano servidor principal de Lady Olivia, que está en desacuerdo con el resto del personal, y se muestra enemigo de los placeres de que gozan otros.
- Feste

Feste es un bufón en casa de Olivia. El bufón se mueve entre las casas de Olivia y la de Orsino, bromeando, cantando y gorroneando monedas de aquellos que las tienen. Su nombre proviene del latín, y significa trucos, bromas pesadas. Es posible ver a Feste como un personaje ligeramente dramático, con cierta tristeza que se revela en su canto: "La lluvia que llueve cada día..." al final de la obra, sugiriendo que cada día le tra algún tipo de tristeza. Es un personaje que tiene sus canciones, entre ellas "O mistress mine"
- Fabián

Fabián forma parte del personal de Olivia, con un cargo no especificado. entra cuando se espera a Feste (2.5), así que parece un añadido del último momento. Pero va desarrollando un personaje conforme avanza la obra.
- Viola, hermana melliza de Sebastián. Se hace llamar Cesario cuando se disfraza de hombre.

Viola es una joven de noble cuna de Mesalina y la principal protagonista de la obra. Pasa toda la obra, después de la escena del naufragio, disfrazada de hombre joven "Cesario".
- Olivia, una condesa

El padre de Olivia y su hermano han fallecido recientemente, así que ella es la dueña de su gran casa y de todo lo que puede mandar una condesa sin compromisos. Al principio de la obra, está de luto por su hermano, y no tiene interés en el cortejo por parte de Orsino.
- María, una dama al servicio de Olivia

María es competente, agradable, cínica, bulliciosa y leal. Aunque trabaja para Lady Olivia, ha llegado a amar a Toby después de tantos años, y guía a este y al bufón Feste en su venganza sobre Malvolio.
- Un sacerdote

El sacerdote es un personaje menor que participa en la ceremonia de boda en la última escena de la obra.
- Músicos, Señores, Marineros, Oficiales, y otros asistentes
- Valentine

## Representación y publicación
Iliria, el lugar donde transcurre Noche de Reyes, es especialmente importante para la ambientación de la obra. Es una antigua región de la costa este del mar Adriático, actualmente Croacia, Montenegro y Albania. Esta Iliria es mencionada en Menæchmi, de Plauto, una de las fuentes de Noche de Reyes, como un lugar donde, como en Noche de Reyes, un mellizo marchó a buscar a su hermano. El propio Shakespeare la había mencionado anteriormente, en Enrique VI, parte II, recordando su reputación de ser zona de piratas, un problema que comparte con la Iliria de Noche de Reyes. No puede descartarse el juego de palabras, Iliria como "ilusión", una especie de tierra de fantasía, imaginaria. Pero es igualmente posible que Shakespeare estuviera pensando en la verdadera Iliria. La región, desde las guerras ilirias del siglo iii, era conocida por su piratería, lo cual se revela en la inseguridad de Viola en el primer acto, cuando el capitán le dice que están en Iliria y ella responde que qué va a hacer ella en Iliria. Y es comprensible, pues no era en esos tiempos un país para mujeres jóvenes solteras. En tiempos de Shakespeare era una zona de ciudades-estado dominada por Venecia. Orsino sería así el príncipe de una región no muy importante. También la etimología de muchos nombres latinos (Olivia, Cesario, Malvolio) encajan con la región de Iliria. 
Iliria es un lugar irreal donde la generación mayor no interviene en las vidas amorosas de los caracteres principales, a diferencia de la mayor parte de las obras de Shakespeare. Ninguno de los personajes tiene un compromiso que le impida enamorarse de quienquiera que deseen amar, y —a pesar de los piratas y que se describa Iliria como "áspera y poco hospitalaria" para los incautos por Antonio a Sebastián en el acto III— todo el mundo parece tener una enorme cantidad de tiempo libre para dedicarse a sus amoríos. Toda la obra transcurre aquí, y pocas veces se menciona al mundo exterior.
La obra trata de Sebastián y Viola quienes son un hermano y una hermana mellizos. Como en tantas comedias de Shakespeare, esta se centra en una identidad equivocada. Un naufragio ante la costa de Iliria separa a Sebastián y Viola. Esta consigue llegar casi sin vida a la playa con la ayuda de Feste (bufón de la corte del duque Orsino). Viola cree que Sebastián ha muerto. Vestida de hombre y haciéndose pasar por un joven paje con el nombre de Cesario, pasa a servir en la corte del duque. Orsino está "poética, apasionada y desesperadamente enamorado" de la afligida Lady Olivia, una dama noble cuyo hermano ha muerto recientemente; los encantos de Olivia son la causa de los desvelos de Orsino, pero ella lo rechaza continuamente. Orsino utiliza a Cesario como confidente y como mensajero para Olivia pero Cesario comienza a enamorarse de Orsino mientras que Olivia, por su parte, se enamora de Cesario. 
Antonio, capitán de barco (Noe) y antiguo enemigo de Orsino, ha rescatado del naufragio a Sebastián. Ambos llegan a Iliria. Cuando Sebastián entra en escena, domina la confusión. Creyendo que es Viola, Olivia le pide que se case con ella, y un sacerdote celebra la boda en secreto. Cuando se sabe, Orsino amenaza con matar al supuesto servidor desleal lo cual, sin embargo, es impedido por Viola. Cuando los mellizos aparecen en presencia tanto de Olivia como del Duque, hay más maravilla y sorpresa por su parecido. Entonces Viola revela que es en realidad una mujer y que Sebastián es su hermano mellizo perdido. Tras algunas andanzas, los malentendidos y cruces de parejas, avivados por Feste, el bufón, que quiere sacar partido de los mismos embaucando a Andrew —quien también pretende a Olivia— y burlando a Malvolio, el criado de ésta, se resolverán finalmente. La obra acaba con una petición de matrimonio entre el duque y Viola, Toby y María, y Olivia y Sebastián, aunque el matrimonio no llega realmente a verse.
Gran parte de la obra está dominada por las tramas secundarias de carácter cómico. Las francachelas nocturnas del caballero Andrew Aguecheek y Sir Toby Belch son continuamente perturbadas por Malvolio, el pomposo mayordomo de Olivia, que con su punto de vista puritano, no comparte sus inclinaciones por los goces terrenales. "¿Crees que porque tú seas virtuoso van a acabarse los pasteles y el vino?", le dice Sir Toby, figura totalmente opuesta a él. De ahí que conspiren para hacer creer a Malvolio, que ésta quiere casarse con él. Implica al pariente de Olivia, Sir Toby Belch; su futuro pretendiente, un bobo caballero llamado Sir Andrew Ague-Cheek; sus sirvientes María y Fabián; y al bufón favorito de su padre, Feste. Sir Toby y Sir Andrew perturban la paz de la casa de la señora acostándose tarde y cantando perpetuamente, haciendo gallos a pleno pulmón.
María, Sir Toby, Sir Andrew Ague-Cheek, y compañía convencen a Malvolio de que Olivia lo ama en secreto, y escribe una carta con la letra de Olivia, pidiéndole a Malvolio que luzca medias amarillas con las ligas cruzadas, sea grosero con el resto de los sirvientes y sonría en toda circunstancia. Olivia, entristecida por la actitud de Viola hacia ella, pregunta por su mayordomo, y queda sorprendida cuando Malvolio aparentemente ha perdido el juicio. Le abandona a las estratagemas de sus torturadores. Es encerrado en una habitación, con sólo una rendija de luz. Feste lo visita, una vez disfrazado de sacerdote, y otra como él mismo.

## Temas
Todo lo que una comedia de enredo podía dar de sí está reunido en esta obra. Muchos personajes en Noche de Reyes, como Viola y Feste, asumen disfraces. Shakespeare usa este recurso para suscitar preguntas sobre la identidad humana, y clasificaciones tales como el sexo y la clase social como entidades prefijadas, o si pueden alterarse mediante un simple cambio de ropas. 
Asimismo, el tema de una mujer que se viste como un hombre y entonces otra mujer se enamora de ella, ya lo había usado Shakespeare en una obra anterior, Como gustéis. Gran parte del humor de la obra proviene del hecho de que en el teatro isabelino los personajes femeninos eran interpretados por jovencitos. Este recurso cómico se percibe sólo a medias en las representaciones modernas. No fue hasta el reinado de Carlos II que las mujeres aparecieron sobre los escenarios. Así se ve en Como gustéis, con el parlamento final de Rosalinda, la protagonista femenina, cuando dice: "Si yo fuera una mujer, besaría a todos los que lleváis barba, eso me gustaría". Estos disfraces (un actor que representa a una mujer que se disfraza de hombre), dan lugar a ingeniosos juegos de palabras.
Aunque es una de las comedias de Shakespeare más divertidas, tiene su lado oscuro. Como muchas de las "comedias" tardías de Shakespeare, también Noche de Reyes contiene elementos trágicos. El ejemplo es la trama referida a Malvolio, mayordomo o administrador de Olivia, ambicioso, con un gran sentido del deber y del orden. El comportamiento de Sir Toby y Feste hacia Malvolio se vuelve cada vez más cruel. Lo encierran en una mazmorra alegando locura, y le fuerzan a jurar su sometimiento a las doctrinas heréticas de Pitágoras. Malvolio se marcha de mal humor, jurando vengarse de "todos vosotros". Orsino tiene que enviar a varios servidores detrás de él para aplacarlo. Al final, Malvolio parece prácticamente un hombre roto, revestido de "una cierta y dolorosa dignidad", lo cual se refleja de manera particularmente efectiva en versiones filmadas de la obra.
Las figuras de Feste y del caballero Andrew Aguecheek no carecen de rasgos trágicos.

## La obra en escena

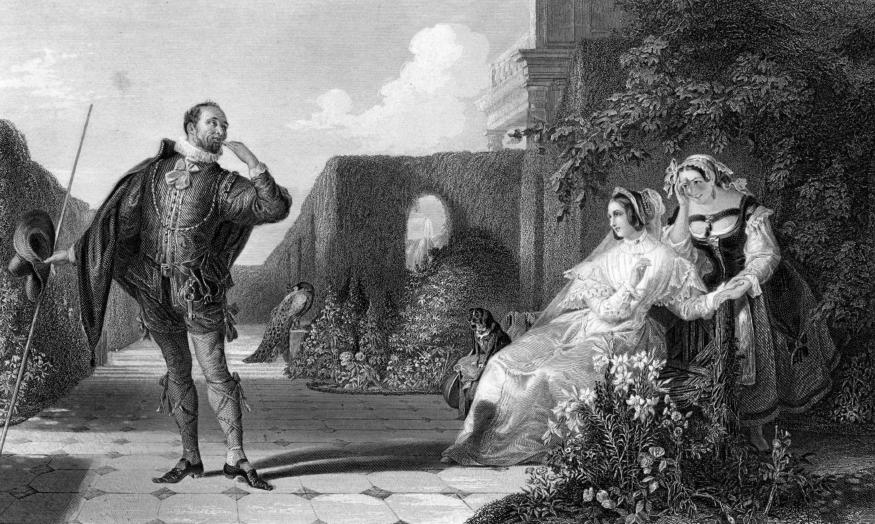
Malvolio y Olivia, en un grabado de R. Staines según una pintura de Daniel Maclise.

La primera representación que se conoce de esta obra tuvo lugar en Middle Temple Hall, uno de los Inns of Court, en la noche de la Candelaria, 2 de febrero de 1602. El único rastro documental que queda es una anotación en el diario de un estudiante de Derecho, John Manningham, quien escribió:

En nuestra fiesta hubo una obra titulada "Twelve Night, or What You Will", muy parecida a "La comedia de las equivocaciones" o "Menaechmi" de Plauto, pero muy cercana a lo que en italiano se llama "Inganni".

Una buena treta en ella es que hacen creer al mayordomo que su señora, viuda, está enamorada de él, falseando una carta de su señora, diciéndole, en términos generales, lo que a ella le gusta más de él y ordenándole cómo debe sonreir, su forma de vestir, etc. y entonces, cuando él lo pone en práctica, haciéndole creer que piensan que está loco.

Es evidente que Manningham disfrutó sobre todo con la historia de Malvolio, y destacó el parecido de la obra con otra anterior de Shakespeare, así como su relación con una de sus fuentes, las obras de Inganni.
Después de permanecer en los escenarios a través de adaptaciones de finales del siglo xvii y principios del xviii, el texto original de Shakespeare de Noche de Reyes fue reestrenado en 1741, en una producción en Drury Lane. En 1820 se representó una versión operística de Frederic Reynolds, con música compuesta por Henry Bishop. Influyentes producciones fueron las de 1912, por Harley Granville-Barker, y 1916, en Old Vic.
Lilian Baylis reabrió el largamente inactivo Teatro de Sadler's Wells en 1931 con una producción de la obra con Ralph Richardson como Sir Toby y John Gielgud como Malvolio. Gielgud dirigió una producción en el Shakespeare Memorial Theatre con Laurence Olivier como Malvolio y Vivien Leigh interpretando tanto a Viola como a Sebastián en 1955. La producción de Broadway que duró más tiempo en cartel fue, de lejos, la de Margaret Webster, de 1941, con Maurice Evans como Malvolio y Helen Hayes como Viola. Se representó 129 veces, más del doble que cualquier otra producción de Broadway.
Junto a Como gustéis y Mucho ruido y pocas nueces, probablemente sea de las comedias de Shakespeare que más gustan en la actualidad. Cuando la obra se interpretó por primera vez, todos los personajes femeninos eran interpretados por hombres o por niños, pero a partir de la Restauración los han asumido actrices. La compañía del Shakespeare's Globe ha producido algunas representaciones muy populares, todo con actores masculinos, y un punto culminante de su temporada de 2002 fue Noche de Reyes, con el director artístico del Globo, Mark Rylance interpretando el papel de Olivia. Esta temporada vino precedida, en febrero, por una representación de la obra por la misma compañía en Middle Temple Hall, para celebrar el 400.º aniversario del estreno de la obra, en el mismo local.

## En el cine y la televisión
- 1910: Twelfth Night, película muda estadounidense de Eugene Mullin y Charles Kent. Corta adaptación producida por Vitagraph Studios, con los actores Florence Turner, Julia Swayne Gordon y Marin Sais.
- 1932: Le Soir des rois, película francesa de John Daumery.
- 1937: El 14 de mayo, la BBC en Londres retransmitió un fragmento de treinta minutos de la obra: fue la primera obra de Shakespeare retransmitida por televisión. Producida para el nuevo medio por George More O'Ferrall, destaca también por haber intervenido una joven actriz que más tarde ganaría un Premio de la Academia – Greer Garson. Como la interpretación se transmitía en vivo desde los estudios de la BBC en Palacio de Alexandra y la tecnología para grabar programas de televisión entonces no existía, no queda ninguna grabación visual, más allá de algunas fotos fijas.[7]
- 1939: Twelfth Night, telefilm británico de Michel Saint-Denis. Es una producción íntegra de la obra. Está protagonizada por  Peggy Ashcroft. El papel de Sir Toby Belch lo asumió un joven George Devine.
- 1955: Dvenadtsataya noch, película rusa de A. Abramov y Yan Frid.
- 1957: La Nuit des rois, telefilm francés de Claude Loursais.
- 1962: La Nuit des rois es un telefilm belga de Alexis Curvers.
- 1962: La Nuit des rois, telefilm francés de Claude Barma.
- 1963: Was Ihr wollt, telefilm alemán de Lothar Bellag.
- 1967: Vízkereszt, película húngara de Sándor Sára.
- 1969: Twelfth Night, telefilm británico de John Sichel y John Dexter.  La producción presentaba a Joan Plowright como Viola y Sebastián, Alec Guinness como Malvolio, Ralph Richardson como Sir Toby Belch y Tommy Steele como un inusualmente prominente Feste.
- 1970: Wat u maar wilt, telefilm belga de Martin Van Zundert
- 1972: Driekoningenavond, telefilm belga de Martin Van Zundert
- 1979: Eros Perversion, película de Ron Wertheim.
- 1987: Twelfth Night, película australiana de Neil Armfield.
- 1996: Twelfth Night: Or What You Will, película de Trevor Nunn. En Argentina se llamó Noche de reyes y en España Noche de reyes o lo que queráis. Se ambienta en el siglo xix. Está protagonizada por Imogen Stubbs como Viola, Helena Bonham Carter como Olivia y Toby Stephens como el duque Orsino. En la película aparecen también Mel Smith como Sir Toby, Richard E. Grant como Sir Andrew, Ben Kingsley como Feste, Imelda Staunton como María y Nigel Hawthorne en el papel de Malvolio.
- 1998: El clímax de la película Shakespeare in Love dramatiza una inspiración ficticia de Noche de Reyes, con Viola de Lesseps sufriendo un naufragio en su viaje en barco y llegando a una playa solitaria.
- 2003: Twelfth Night, or What You Will, telefilm británico de Tim Supple. Se ambienta en la actualidad. Presenta a David Troughton como Sir Toby, y destaca por su reparto multiétnico, incluyendo a Parminder Nagra como Viola. Su retrato la llegada de Viola y Sebastián a Iliria recuerda a un reportaje de noticias sobre los solicitantes de asilo.
- 2006: She's the Man, película estadounidense de Andy Fickman. En España se llamó Ella es el chico y Una chica en apuros en Venezuela y Argentina. Moderniza la historia como una comedia adolescente ambientada en una escuela preparatoria llamada Iliria e incorpora los nombres de los principales personajes de la obra (por ejemplo, "Duque Orsino" se convierte simplemente en "Duque" y su apellido es Orsino). La pizzería que aparece se llama "Cesario's" y hay muchas otras referencias a personajes menores de la obra, como Sir Toby, Feste, Valentine, y Malvolio. También está el instituto en que Sebastián estudia, llamado Illiria.
- 2013: Shakespeare's Globe: Twelfth Night dirigida por Ian Russell, con Mark Rylance como "Olive" y Stephen Fry como "Malvolio".

## Traducciones
La primera traducción de la obra al castellano data de 1873 y se debe a Jaime Clark. Volvió a ser traducida en 1996 por Ángel Luis Pujante.
En cuanto a las representaciones, entre otras, pueden mencionarse las siguientes:
- Teatro Beatriz, Madrid, 1967.[8]
  - Dirección: José Carlos Plaza.
  - Intérpretes: Francisco Vidal, Trinidad Rugero, Petra Martínez, María Francisca Ojea.
- Festival de Teatro Clásico de Almagro, 1996. 
  - Dirección: Juan Pastor.
  - Intérpretes: Francisco Rojas, Pepa Pedroche, Elia Muñoz, Jacobo Dicenta, Miguel del Arco.[9]